# S ljubimymi ne rasstavajtes
S ljubimymi ne rasstavajtes (russisk: С любимыми не расставайтесь) er en sovjetisk spillefilm fra 1980 af Pavel Arsenov.

## Medvirkende
- Aleksandr Abdulov – Mitja Lavrov
- Irina Alfjorova – Katja Lavrova
- Ljudmila Drebneva – Irina
- Rufina Nifontova
- Boris Sjjerbakov – Vadim